# Margaret Pittman
Pour les articles homonymes, voir Pittman.
Margaret Jane Pittman est une bactériologiste américaine née le 20 janvier 1901 à Prairie Grove et morte le 20 janvier 1995 à Cheverly.

## Biographie
Elle est une pionnière des recherches au National Institutes of Health (NIH) sur la fièvre typhoïde, le choléra et la coqueluche, contribuant à la mise au point de vaccins contre ces maladies et d'autres.
En 1931, Margarett Pittman étudie la bactérie Haemophilus influenzae et distingue les souches non-capsulées et les souches pathogènes encapsulées, la capsule étant un facteur de virulence. Elle subdivise les souches capsulées en 6 types (de a à f), dont l'une, très virulente, la souche Haemophilus influenza type b (Hib) est à l'origine des méningites purulentes du nourrisson et du petit enfant. Elle propose alors une sérothérapie contre la méningite à Hib. Ces travaux sont à l'origine des vaccins anti-Hib, développés dans les années 1980,.
Elle est également la première femme à diriger un laboratoire de NIH lorsque, en 1957, elle est nommée chef de laboratoire des produits bactériens, poste qu'elle a occupé jusqu'en 1971. Dans les années 1960, elle participe activement à l'élaboration de normes relatives au vaccin anticholérique dans le cadre de la campagne menée par la Southeast Asia Treaty Organization pour lutter contre le choléra dans la région qui est maintenant le Bangladesh.
Après sa retraite en 1971, elle continue à travailler pour l'Organisation mondiale de la santé (OMS) en tant que consultante sur les normes relatives aux vaccins au Caire et à Madrid et à l'Institut national du sérum et des vaccins en Iran et les Laboratoires Connaught (en).